# تاريخ فقدان الشهية العصابي
يبدأ تاريخ مرض فقدان الشهية العصابي بأوصاف صيام ديني يعود تاريخه إلى العصر الهلنستي ويستمر حتى فترة القرون الوسطى. يُعتقد أن عددًا من الشخصيات التاريخية المعروفة، بما في ذلك كاترينا من سيينا وماري ملكة اسكتلندا، قد عانين من هذه الحالة.
يرجع الفضل عمومًا في أقدم الأوصاف الطبية لمرض القهم العصابي إلى الطبيب الإنجليزي ريتشارد مورتون، في عام 1689. ومع ذلك، لم يكن القهم العصابي مقبولًا على نطاق واسع في مهنة الطب حتى أواخر القرن التاسع عشر كحالة مرضية معترف بها. في عام 1873، نشر السير ويليام جل، أحد الأطباء الشخصيين للملكة فيكتوريا، بحثًا أساسيًا وضع الأسس لمصطلح القهم العصابي وقدم عددًا من الحالات التفصيلية والعلاجات. في العام نفسه، نشر الطبيب الفرنسي إرنست تشارلز لاسيج أيضًا تفاصيل عدد من الحالات في ورقة بعنوان تاريخ القهم العصابي.
كان الوعي بوجود الحالة مقتصرًا إلى حد كبير على مهنة الطب، واستمر ذلك حتى الجزء الأخير من القرن العشرين، عندما نشرت المحللة النفسية الألمانية الأمريكية هيلدي بروش كتابها الشهير: «القفص الذهبي: لغز القهم العصابي» في عام 1978. خلق هذا الكتاب وعيًا أوسع حول مرض القهم العصابي بين القراء العاديين. ومن الأحداث المهمة الأخرى وفاة المغنية الشعبية كارين كاربنتر في عام 1983، مما أدى إلى تغطية إعلامية واسعة النطاق لاضطرابات الشهية.

## أصل الكلمة
أطلق طبيب الملكة فيكتوريا الشخصي السير ويليام جل على الحالة مصطلح فقدان الشهية العصبي في عام 1873. أصل مصطلح القهم العصابي (anorexia) يوناني: an بادئة تدل على النفي وorexis تدل على الشهية، وبالتالي تترجم إلى: فقد الشهية العصابي أو القهم العصابي.

في خطاب سابق، في عام 1868، أشار السير جل إلى الحالة باسم اضطراب الهضم الهيستيري، لكنها عدلت لاحقًا إلى القهم الهستيري، ثم إلى القهم العصابي. في ورقة بحثية نُشرت عام 1873، نشر الطبيب الفرنسي إرنست تشارلز لاسيج ورقة بعنوان تاريخ القهم العصابي. يعد استخدام مصطلح الهستيري والتخلي عنه لاحقًا أمرًا مهمًا، فقد فُسّر المصطلح في العصر الفيكتوري على أنه ينطبق فقط على السلوك الأنثوي. في عام 1873، كتب السير جل:
«من الممكن أن نسمي الحالة هستيرية دون أن نلزم أنفسنا بالقيمة الاشتقاقية للكلمة، أو أن نؤكد على أن المرضى يعانون من أعراض الهستيريا الشائعة. ومع ذلك، فإنني أفضل المصطلح الأكثر عمومية «عصابي»، فالمرض يصيب كل من الذكور والإناث على حد سواء، وربما يكون سببه مركزيًا وليس محيطيًا. أهمية التمييز في الممارسة العملية واضحة، وإلا سيكون التشخيص والعلاج خاطئًا».

## التوصيفات المبكرة للحالة

### القرنان الثالث عشر والرابع عشر: سانت كاترين من سيينا وسانت هيدويغ من أنديكس أو سيليزيا
شمل مصطلح القهم العصابي عند نساء العصور الوسطى (ومنهم بعض الشابات) تجويع الذات باسم التقوى الدينية والطهارة. يشار إلى هذا أحيانًا باسم فقدان الشهية المدهش. بحلول القرن الثالث عشر، كان من الشائع على نحو متزايد أن تشارك النساء في الحياة الدينية، وأطلقت الكنيسة الكاثوليكية تسمية قديسات. انخرطت العديد من النساء اللواتي أصبحن قديسات في نهاية المطاف في تجويع الذات، بما في ذلك القديسة هيدويغ من أنديكس في القرن الثالث عشر وكاترين من سيينا في القرن الرابع عشر. لكن بحلول وقت كاترين من سيينا، أصبحت الكنيسة مهتمة بالصوم المفرط كمؤشر على الروحانية وكمعيار للقداسة. ما حدث في الواقع أنه طلبت سلطات الكنيسة من كاترين من سيينا أن تصلي من أجل أن تتمكن من تناول الطعام مرة أخرى، لكنها لم تستطع التوقف عن الصيام.
تميل الحالات التاريخية لامتناع الرجال عن تناول الطعام لأسباب دينية أو (أخرى) روحية إلى اعتبارها «زهدًا».

### عام 1556: ماري ملكة اسكتلندا
نشأت ماري ستيوارت، المعروفة باسم ماري ملكة اسكتلندا، وهي طفلة في بلاط هنري الثاني ملك فرنسا. وثّقت روايات السفراء المختلفين الذين أرسلوا التقارير إلى ملوكهم تاريخها الطبي بشيء من التفصيل. من المعروف مثلًا أنها أصيبت بالحصبة عندما كانت في الخامسة من عمرها، والحصبة الألمانية عندما كانت في السابعة من عمرها، والزحار والملاريا عندما كانت في الرابعة عشرة من عمرها، والجدري عندما كانت في الخامسة عشرة من عمرها.
كانت تعاني أيضًا من مرض لم يذكر اسمه عندما كانت مراهقة، ويعتقد البعض الآن أنها كانت تعاني من القهم العصابي أو داء الاخضرار. وصفت حالتها بأنها تشمل فقدان الوزن، وشهية متفاوتة، وقيء وإسهال، وشحوب، ونوبات إغماء، وصعوبات في التنفس. كانت بالرغم من ذلك نشيطة بدنيًا طوال فترة مرضها، واستمرت بركوب الخيل والرقص في المساء في نفس الوقت الذي لوحظت فيه هذه الأعراض.

### عام 1613: جين بالان «فتاة كونفولنز الفرنسية الصائمة»
وصف بيدرو ميكسيو حالة جين بالان «الفتاة الفرنسية الصائمة في كونفولنز» في عام 1613، وأشار إلى أنها «عاشت دون أن تأكل اللحوم أو أن تشرب لمدة ثلاث سنوات على الأقل». بدأت الحالة في 15 فبراير 1599، عندما كانت جين بالان تبلغ من العمر 10 سنوات. بعد إصابتها بالحمى والقيء، وضعفت ورفضت كل الطعام.
ألقت الخرافات المعاصرة باللوم على القوة الشريرة للتفاحة التي أعطتها إياها امرأة عجوز قبل بضعة أشهر من بدء الحالة، وشخص ميكسيو الحالة على أنها «جفاف في الكبد وجميع الأجزاء التي تساعد على التغذية بسبب تناولها خلائط مؤذية».

### عام 1689: وصف حالات الطبيب ريتشارد مورتون
قدم الطبيب الإنجليزي ريتشارد مورتون وصفين طبيين مبكرين لمتلازمة تنطوي على فقدان الشهية والصيام الشديد دون أي دليل على وجود مرض معروف. وصف مورتون هاتان الحالتان بأنهما «ضمور عصبي أو استهلاكي». كانت الحالة الأولى في عام 1684 هي ابنة السيد ديوك في سانت ماري آكس (شارع في مدينة لندن). كتب عنها:
....كانت في سنها الثامن عشر، في شهر يوليو، كبت كثرة همومها وشغفها دوراتها الشهرية بشكل كامل، ولكن دون أي عرض من أعراض المرض الأخضر التي تتلوها..… بدأت شهيتها في التراجع، وأصبح هضمها سيئًا، وأصبح جسدها مترهلًا ونحيفًا، وبشرتها شاحبةً، مع أعراض أخرى نراها عادة عندما ينقطع عن الجسد ما يحتاجه».
لم تستشر الفتاة الدكتور مورتون إلا بعد عامين من بدء مرضها، وبسبب معاناتها من نوبات إغماء متكررة. وصفها مورتون بأنها «هيكل عظمي مغطى بالجلد فقط». وأشار إلى «تأملها المستمر في الكتب» على الرغم من حالتها وأنها كانت غير مبالية بالبرد القارس لفصل الشتاء شديد البرودة. رفضت أي علاج (مثل القرنفل المدقوق مع النبيذ، ومسكنات ألم المعدة)، وماتت بعد ثلاثة أشهر.
كان المريض الآخر هو «ابن القس الوزير ستيل». بدأ الصيام في سن السادسة عشرة. وعزا مورتون نقص الشهية لديه إلى الدراسة الجادة واهتماماته. حقق مورتون نجاحًا أكثر مع هذا المريض، فقد اتبع نصيحة الطبيب بالتخلي عن دراسته والانتقال إلى الريف، ومارس رياضة ركوب الخيل وشرب الكثير من الحليب، ومن ثم استعاد صحته إلى حد كبير.

### عام 1770: تيموثي دوايت
في سيرة نوح ويبستر، وصفت حالة شبه مميتة من فقدان الشهية لمدرس في كلية ييل:
اعتبر دوايت أن العمل هو أفضل علاج للكآبة، وشعر بالفخر لأنه يدرس أربع عشرة ساعة في اليوم وينام أربع ساعات فقط كل ليلة. بعد ذلك بعدة أعوام، أصبح قلقًا فجأة من أن تناوله للكثير من الطعام سيبطئ عمل ذهنه. بدأ بتقليل تناول الطعام إلى اثني عشر لقمة في كل وجبة، بعد ستة أشهر من هذه التجربة، زاد من حدّة الرهان عنده، وتوقف عن تناول اللحوم ليتناول الخضار فقط، البطاطس بشكل أساسي. بحلول صيف عام 1774، انخفض وزن دوايت إلى خمسة وتسعين باوند، ونقله والده إلى منزله في نورثهامبتون، ماساتشوستس، حيث كان من المتوقع أن يموت. ولكن بناءً على أوامر الطبيب بتجنب كل الدراسة وشرب زجاجة من ماديرا يوميًا، استعاد دوايت صحته ببطء خلال الأشهر القليلة المقبلة.

### عام 1790: وصف حالة الطبيب روبرت ويلان
كان روبرت ويلان طبيبًا إنجليزيًا في لندن، وكان له الفضل في تأسيس طب الأمراض الجلدية كتخصص طبي. كان من أوائل الذين وصفوا أعراض فقدان الوزن الشديد عند الذكور، في مقالته «حالة ملحوظة من التقشف»، التي نُشرت في مجلة مجتمعات طبية في عام 1790. تصف هذه المقالة حالة شاب إنجليزي توفي عام 1786 بعد صيامه 78 يومًا. كتب في مقالته:
«إن مدة صيام هذا الشاب، بحسب ما أعتقد، أطول من أي مدة مسجلة في السجلات الطبية».